# Бостънско въстание
Бостънското въстание (на английски: Boston revolt) е безкръвно въстание в град Бостън на 18 април 1689 година срещу администрацията на доминиона Нова Англия и неговия губернатор Едмънд Андрос.
През 1686 година английският крал Джеймс II реорганизира част от колониите в Северна Америка, обединявайки английските владения от Ню Хампшър до Ню Джърси в доминиона Нова Англия. За губернатор е назначен Едмънд Андрос, който скоро става непопулярен сред колонистите. Освен това предимно пуританското население на Масачузетс се опасява, че проведената от краля, който е католик, реформа има за цел и ограничаването на религиозните свободи в колониите.
През пролетта на 1689 година в колониите пристигат новините за Славната революция в Англия, която отстранява Джеймс II от трона. На 18 април организирани групи от местното опълчение и обикновени граждани задържат губернатора, неколцината му служители, както и някои англикани, подозирани в симпатии към него. Властта е поета от доскорошната администрация на отделните колонии и доминионът Нова Англия прекратява съществуването си.